# (4411) Kochibunkyo
(4411) Kochibunkyo es un asteroide perteneciente al cinturón de asteroides, descubierto el 3 de enero de 1990 por Tsutomu Seki desde el Observatorio de Geisei, Geisei, Japón.

## Designación y nombre
Designado provisionalmente como 1990 AF. Fue nombrado Kochibunkyo en homenaje a la  asociación de voluntarios interesados en la educación, inaugurada en la ciudad de Kochi, en abril de 1948, que pone gran esfuerzo en la divulgación de la astronomía.

## Características orbitales
Kochibunkyo está situado a una distancia media del Sol de 2,166 ua, pudiendo alejarse hasta 2,367 ua y acercarse hasta 1,966 ua. Su excentricidad es 0,092 y la inclinación orbital 2,255 grados. Emplea 1165 días en completar una órbita alrededor del Sol.

## Características físicas
La magnitud absoluta de Kochibunkyo es 13,9. Tiene 4,433 km de diámetro y su albedo se estima en 0,271.